# Hyostomodes calvifrons
Hyostomodes calvifrons là một loài bướm đêm trong họ Geometridae.